# Bourg-la-Reine
Bourg-la-Reine település Franciaországban, Hauts-de-Seine megyében. Lakosainak száma 21 140 fő (2022. január 1.). Bourg-la-Reine Bagneux, Cachan, L’Haÿ-les-Roses, Antony és Sceaux községekkel határos.

## Népesség
A település népességének változása:
| Lakosok száma | 19 712 | 20 249 | 20 918 | 20 667 | 20 769 | 21 050 | 20 974 | 20 810 | 21 140 |
|               | 2013   | 2015   | 2016   | 2017   | 2018   | 2019   | 2020   | 2021   | 2022   |